# Gaubitsch
Gaubitsch je rakouská obec v okrese Mistelbach v Dolních Rakousích. Žije zde 894 obyvatel.

## Geografie
Obec Gaubisch leží v severní části Weinviertelu (vinné čtvrti), osm kilometrů na jih od Lávy nad Dyjí na okraji pahorkovité krajiny, která na jihu ohraničuje „Laaerskou nížinu“. Plocha území obce je 22,47 kilometrů čtverečních, 3,47 % plochy je zalesněno.

### Členění obce
Obec sestává z katastrálních území:
- Altenmarkt
- Gaubitsch
- Kleinbaumgarten.

## Historie
Místo Gaubitsch je poprvé zmiňováno v dokumentech v roce 1055. Kostel na pahorku uprostřed obce je nejstarší v okolí. Zvonice byla ve válečných obdobích několikrát poškozená. Obec Gaubitsch je zmiňována již v 11. století. Roku 1055 se objevuje v darovací listině císaře Jindřicha III. (1017-1056) místo jako „villa Gevvatisprunnen" nebo „Gouuazesbrunnen", roku 1147 jako „Gawats" slovanskou osobu jménem „Schmied".

### Vývoj počtu obyvatel
V roce 1971 zde žilo 911 obyvatel, 1981 873, 1991 884, při sčítání lidu 2001 měla obec 937 a ke dni 1. dubna 2009 zde žije 901 obyvatel.

## Politika
Starostou obce je Hubert Krieger, vedoucí kanceláře Elfriede Egert.
V obecním zastupitelství je 15 křesel. Po posledních volbách dne 6. března 2005 jsou mandáty rozděleny takto: (ÖVP) 14 a (SPÖ) 1.

## Kultura a pamětihodnosti
- Farní kostel zasvěcený svatému Štěpánovi je v podstatě románskou stavbou ze 13. století a gotická ze 14. století architektura kůru, jedná se v podstatě o významnou mateční faru v regionu.
- V obci se nacházejí pozoruhodné světlé sloupy z druhé poloviny 15. století.
- Významný je dům číslo 7 postavený v roce 1487.
- Druhý dům označený letopočtem 1507 je na jižní výjezdové ulici.
- Třetí významný dům je již mimo obec. Nahoře domu je umístěna hlavice, která pravděpodobně označovala konání „zlých sil".

### Spolky
V obci jsou činné některé spolky. Významný je divadelní spolek „Bühne Aktiv", který byl založený v roce 1984.

## Hospodářství a infrastruktura
Nezemědělských pracovišť bylo v roce 2001 21, zemědělských a lesnických pracovišť bylo v roce 1999 68. Počet výdělečně činných osob v místě bydliště byl v roce 2001 426. Tj. 46,4 %.